# حاجیان کی‌دهوک
حاجیان کی‌دهوک (به انگلیسی: Hajian Ki Dhok) یک شهر در پاکستان است که در اسلام‌آباد واقع شده‌است. حاجیان کی‌دهوک ۵۵٬۰۲۷ نفر جمعیت دارد و ۵۴۴ متر بالاتر از سطح دریا واقع شده‌است.